# Сачко Ярослав Петрович
Ярослав Петрович Сачко (18 серпня 1947, с. Хітар Сколівський район, Львівська область — 1 грудня 2007, м. Тернопіль) — український поет, залізничник. Член Національної спілки письменників України (1993), Національної спілки журналістів України (2006), об'єднання «Письменники Бойківщини» (2004).

## Життєпис
1973 року закінчив факультет журналістики Львівського державного університету імені Івана Франка. Працював власним кореспондентом газети «Львівський залізничник» по Тернопільській області, машиністом електровоза локомотивного депо Тернопіль.
Писав кіносценарії до телевізійних фільмів Українського телебачення, п'єси для дітей, поставлені на сцені Тернопільського лялькового театру.
Помер 1 грудня 2007 року. Похований на Микулинецькому кладовищі в м. Тернопіль.

## Творчість
Ярослав Сачко є автором:
- збірок поезій «Жага доріг», «Ранкові поїзди», «Месія», «Молочний шлях», «Повітруля», «Ломикамінь», «Золотий горішок», «Одкровення зорі», «Кавбуз», «Карби на серці», «Смерековий вітер»;
- прози «Приречені»;
- п'єс для дітей «Золоте курча», «Золотий горішок», «Зачарований замок»;
- монографії «Михайло Драгоманов — подвижник української державності»;
- кіносценаріїв «Я не впаду на коліна» (1977), «Магістраль» (1978), «Про що співають колеса» (1979), «Рідне місто моє» (1980).

## Відзнаки
- Лауреат міжнародної премії Об'єднання Оборони Чотирьох Свобід України (США, 2000);
- лауреат конкурсу «Голос серця» (2001);
- премія імені Іванни Блажкевич (1996);
- премія імені Братів Богдана і Левка Лепких (2002);
- імені Івана Франка (2005);
- премія імені М. І. Зубрицького (2007);
- «Людина року в галузі літератури» (2004).